# Любовь во время холеры (фильм)
«Любовь во время холеры» (англ. Love in the Time of Cholera) — американский художественный фильм, поставленный английским режиссёром Майклом Ньюэллом по мотивам романа «Любовь во время чумы» колумбийского писателя Габриэля Гарсиа Маркеса. Выпуск фильма состоялся в 2007 году и был приурочен к 80-летнему юбилею писателя.

## Сюжет
Бедный юноша Флорентино Ариса признаётся Фермине Дасе в вечной любви, однако отец девушки против их отношений. Он увозит измученную девушку к родственникам, но любовь молодых людей продолжает жить. Наконец отец девушки решает, что чувства прошли, и они возвращаются домой. После приезда влюблённые вновь встречаются, но Фермина Даса понимает, что больше не любит юношу и выходит замуж за богатого поклонника. Но Флорентино не отступает от своей любви. Он сам решает разбогатеть и отвоевать девушку. Ариса проходит путь от посыльного до президента пароходства, в надежде, что после смерти доктора Урбино, мужа Фермины Дасы, соединится со своей любовью. Проходит больше полувека. Муж Фермины Дасы умирает, упав с лестницы, и между влюблёнными вновь вспыхивают чувства.

## В главных ролях
| Актер/Актриса        | Роль                                  |
| -------------------- | ------------------------------------- |
| Хавьер Бардем        | Флорентино Ариса                      |
| Джованна Меццоджорно | Фермина Даса                          |
| Бенджамин Брэтт      | др. Хувеналь Урбино                   |
| Джон Легуизамо       | Лоренсо Даса (отец Фермины Дасы)      |
| Лев Шрайбер          | Лотарио Тугут (друг Флорентино Арисы) |